# 109-й меридіан західної довготи
109-й меридіан західної довготи — лінія довготи, що лежить на 109 градусів західніше Гринвіцького меридіана. Вона проходить від Північного полюса через Північний Льодовитий океан, Північну Америку, Тихий океан, Південний океан та Антарктиду до Південного полюса.
В США західні кордони штатів Колорадо і Нью-Мексико та східні кордони штатів Юта і Аризона проходять уздовж меридіана, що лежить на 32 градуса західніше Вашингтонського меридіана, паралельно 109-му меридіану західної довготи, за 4 км на захід від нього.
109-й меридіан західної довготи формує велике коло разом із 71-шим меридіаном східної довготи.

## Список географічних об'єктів, що перетинає 109° зх. д.
Починаючи на Північному полюсі та рухаючись до Південного полюса, 109-й меридіан західної довготи проходить через:
| Координати                                                   | Країна, територія або море | Примітки |
| ------------------------------------------------------------ | -------------------------- | --- |
| 90°0′ пн. ш. 109°0′ зх. д. / 90.000° пн. ш. 109.000° зх. д.  | Північний Льодовитий океан | Проходить східніше острова Борден, Нунавут, Канада Проходитть східніше острова Вессі-Гамільтон[en], Нунавут, Канада                                                                              |
| 76°49′ пн. ш. 109°0′ зх. д. / 76.817° пн. ш. 109.000° зх. д. | Канада                     | Нунавут — проходить через острів Мелвілл |
| 75°53′ пн. ш. 109°0′ зх. д. / 75.883° пн. ш. 109.000° зх. д. | Затока Сабін[en]           | |
| 75°29′ пн. ш. 109°0′ зх. д. / 75.483° пн. ш. 109.000° зх. д. | Канада                     | Нунавут — проходить через острів Мелвілл |
| 74°59′ пн. ш. 109°0′ зх. д. / 74.983° пн. ш. 109.000° зх. д. | Протока Паррі              | Протока Віконта Мелвілла |
| 72°46′ пн. ш. 109°0′ зх. д. / 72.767° пн. ш. 109.000° зх. д. | Канада                     | Нунавут — проходить через острів Вікторія |
| 68°44′ пн. ш. 109°0′ зх. д. / 68.733° пн. ш. 109.000° зх. д. | Протока Діз                | |
| 68°19′ пн. ш. 109°0′ зх. д. / 68.317° пн. ш. 109.000° зх. д. | Затока Кілухіктук[en]      | |
| 68°0′ пн. ш. 109°0′ зх. д. / 68.000° пн. ш. 109.000° зх. д.  | Канада                     | Нунавут — проходить через острови Каннуяк[en], півострів Стокпорт[en] і материк Північно-Західні території — проходить через Велике Невільниче озеро Саскачеван — проходить через озеро Атабаска |
| 49°0′ пн. ш. 109°0′ зх. д. / 49.000° пн. ш. 109.000° зх. д.  | США                        | Монтана Вайомінг Колорадо Нью-Мексико |
| 31°20′ пн. ш. 109°0′ зх. д. / 31.333° пн. ш. 109.000° зх. д. | Мексика                    | Сонора Чіуауа Сонора Сіналоа — проходить через Лос-Мочіс |
| 25°26′ пн. ш. 109°0′ зх. д. / 25.433° пн. ш. 109.000° зх. д. | Тихий океан                | Проходить східніше острова Кліппертон, Франція Проходить східніше острова Пасхи, Чилі |
| 60°0′ пд. ш. 109°0′ зх. д. / 60.000° пд. ш. 109.000° зх. д.  | Південний океан            | |
| 73°29′ пд. ш. 109°0′ зх. д. / 73.483° пд. ш. 109.000° зх. д. | Антарктида                 | Проходить через Землю Мері Берд, на яку жодна країна не претендує |